# レヴィ計量
数学の分野におけるレヴィ計量（レヴィけいりょう、英: Lévy metric）とは、一次元確率変数の累積分布関数からなる空間上のある計量のことを言う。レヴィ-プロホロフ計量の特別な場合であり、フランスの数学者ポール・レヴィの名にちなむ。

## 定義
{\displaystyle F,G:\mathbb {R} \to [0,1]} を二つの累積分布関数とする。それらの間のレヴィ計量を
{\displaystyle L(F,G):=\inf\{\varepsilon >0|F(x-\varepsilon )-\varepsilon \leq G(x)\leq F(x+\varepsilon )+\varepsilon \ \forall x\in \mathbb {R} \}}
と定義する。直感的な説明は次のようになる。グラフ F と G の間に、各辺が座標軸と平行になるような正方形を記入するとき（グラフが不連続となる点では垂直方向の線分が加えられるものとする）、そのような正方形のうち最大のものの辺長が L(F, G) に等しい。